# Луковиця-при-Брезовиці
Луковиця-при-Брезовиці (словен. Lukovica pri Brezovici) — поселення в общині Лог-Драгомер, Осреднєсловенський регіон, Словенія. Висота над рівнем моря: 292,9 м.